# Liste der Präfekturbäume Japans
Als Präfekturbaum (jap. 都道府県の木 to/dō/fu/ken no ki) wird eine von einer japanischen Präfektur offiziell als Symbol der jeweiligen Region ernannte Baumart bezeichnet. Der Großteil der Präfekturbäume wurde 1966 ausgewiesen.
Die jeweilige Baumart wurde üblicherweise durch öffentliche Abstimmung in der Präfektur bestimmt.
Einige Bäume stehen dabei auch für mehrere Präfekturen wie beispielsweise die Japanische Rotkiefer und die Japanische Zelkove. Im Fall der Präfektur Nagasaki wurden sogar zwei Baumarten ausgewählt. Neben Präfekturbäumen existieren auch ähnliche Präfektursymbole wie Präfekturvögel, Präfekturblüten und Präfekturfische.
Im Folgenden sind alle Präfekturbäume nach geographischer Verteilung der Präfekturen von Norden nach Süden geordnet gelistet.
| ISO | Präfektur           | Präfekturbaum                                                            | Japanischer Name                                  | Ausweisungs- datum | Anmerkungen | Bild |
| --- | ------------------- | ------------------------------------------------------------------------ | ------------------------------------------------- | ------------------ | --- | --- |
| 1   | Hokkaidō            | Ajan-Fichte (Picea jezoensis)                                            | 蝦夷松 Ezo-Matsu                                  | Sep. 1966          | Die Ajan-Fichte ist ein Nadelbaum mit rauer Rinde, der ein hohes Alter und bis zu 35 m Höhe erreicht. Der große Baum soll den Fortschritt Hokkaidōs symbolisieren. | |
| 2   | Präfektur Aomori    | Hiba-Lebensbaum (Thujopsis dolabrata)                                    | ヒバ Hiba                                         | 15. Nov. 1966      | Aus dem Holz und den Blättern des in Japan auch "Asunaro" genannten Baums wird ätherisches Hibaöl gewonnen, das gegen Pilze und sogar Antibiotika-resistente Bakterien wirksam ist. | |
| 3   | Präfektur Iwate     | Japanische Rotkiefer (Pinus densiflora)                                  | ナンブ赤松 Nanbuaka-Matsu                         | 26. Sep. 1966      | Die Japanische Rotkiefer ist eine stark verbreitete und schnell wachsende Baumart in der Präfektur. Ihr Holz hat eine helle ziegelrote Farbe und ist eines der besten Materialien im japanischen Stil in Bezug auf Qualität und Quantität.                                                                              | |
| 4   | Präfektur Miyagi    | Japanische Zelkove (Zelkova serrata)                                     | 欅 Keyaki                                         | Sep. 1966          | Während der Heian-Zeit soll in Tsukigi, Shibata-chō im südlichen Teil der Präfektur, eine Reihe von Zelkoven gepflanzt worden sein. Die Baumreihe auf Jōzenji-dōri (定禅寺通) (siehe Bild) in Sendai ist besonders bekannt.                                                                                             | |
| 5   | Präfektur Akita     | Akita-Sicheltanne (Cryptomeria japonica)                                 | 秋田スギ Akita-Sugi                               | 1966               | Die Akita-Sicheltanne bezeichnet eine Zedernart, die sich durch ihre schöne Maserung und ihr starkes Material auszeichnet. | Bild gesucht Die Wikipedia wünscht sich an dieser Stelle ein Bild. Weitere Infos zum Motiv findest du vielleicht auf der Diskussionsseite . Falls du dabei helfen möchtest, erklärt die Anleitung , wie das geht. |
| 6   | Präfektur Yamagata  | Kirsche (Prunus serrulata)                                               | さくらんぼ Sakuranbo                              | 31. März 1982      | Kirschen aus der Präfektur Yamagata machen einen Großteil des nationalen Ertrags aus. | |
| 7   | Präfektur Fukushima | Japanische Zelkove (Zelkova serrata)                                     | 欅 Keyaki                                         | 28. Sep. 1966      | Das starke Kernholz der Japanischen Zelkove wird im japanischen Bogenbau (Yumi) verwendet. Die Baumart soll somit die Stärke der Bewohner dieser Präfektur symbolisieren. | |
| 8   | Präfektur Ibaraki   | Ume (Prunus mume)                                                        | 梅 Ume                                            | 6. Okt. 1966       | Die Japanische Aprikose "Ume" wurde von den Bewohnern aus 5 Kandidaten ausgewählt. | |
| 9   | Präfektur Tochigi   | Japanische Rosskastanie (Aesculus turbinata)                             | 栃 Tochinoki                                      | 1966               | Die Japanische Rosskastanie ist ein Laubbaum dessen Blätter wie eine offene Hand geformt sind. Elegante weiße und rosa Blüten blühen im Mai. | |
| 10  | Präfektur Gunma     | Japanische Schwarzkiefer (Pinus thunbergii)                              | 黒松 Kuromatsu                                    |                    | Die Japanische Schwarzkiefer ist ein immergrüner Nadelbaum, der bis zu 30 m hoch wird. Er ist in der Präfektur auf der Südseite von Akagi weit verbreitet. | |
| 11  | Präfektur Saitama   | Japanische Zelkove (Zelkova serrata)                                     | 欅 Keyaki                                         | 5. Sep. 1966       | Es gibt Zelkoven, die an verschiedenen Orten in der Präfektur aufgrund ihres Alters als Naturdenkmal ausgewiesen sind, darunter die "Große Zelkove von Seiganji, Ōmiya". | |
| 12  | Präfektur Chiba     | Großblättrige Steineibe (Podocarpus macrophyllus)                        | 槇 Maki                                           | 29. Sep. 1966      | Die Großblättrige Steineibe ist häufig in den Straßen, Parks und Gärten der Präfektur anzutreffen. | |
| 13  | Präfektur Tokio     | Ginkgo (Ginkgo biloba)                                                   | 銀杏 Ichō                                         | 1966               | Der Ginkgo ist der einzige lebende Vertreter der Ginkgoales, einer ansonsten ausgestorbenen Gruppe von Samenpflanzen. In Tokio sind die Bäume am Schrein Meiji-jingū Gaien (siehe Bild) und auf dem Campus der Universität Tokio besonders berühmt.                                                                     | |
| 14  | Präfektur Kanagawa  | Ginkgo (Ginkgo biloba)                                                   | 銀杏 Ichō                                         | 1966               | Der Ginkgo wurde gewählt, da er im Frühling frisches Grün in die Parks bringt und leuchtendes Gelb im Herbst. | |
| 15  | Präfektur Niigata   | Kamelie (Camellia rusticana )                                            | 雪椿 Yuki-Tsubaki                                 | 27. Aug. 1966      | Die Kamelie Yukitsubaki, die erstmals in der Präfektur Niigata entdeckt wurde, bleibt auch im Schnee Grün. | |
| 16  | Präfektur Toyama    | Tateyama-Sicheltanne (Cryptomeria japonica)                              | 立山杉 Tachiyama-Sugi                             | 1966               | Die Tateyama-Sicheltanne wächst in den Berggebieten der Präfektur und ist resistent gegen Kälte und Schnee. | |
| 17  | Präfektur Ishikawa  | Noto-Hiba-Lebensbaum (Noto-Hiba-Lebensbaum)                              | あて Ate                                          | 1. Okt. 1966       | Der Hiba-Lebensbaum ist auf der Noto-Halbinsel weit verbreitet. Er wird häufig als Material für Möbel, Baumaterialien und Wajima-Lackarbeiten verwendet. | |
| 18  | Präfektur Fukui     | Kiefer (Pinus)                                                           | 松 Matsu                                          | Sep. 1966          | Die Kiefer ist ein starker Baum, der auch in felsigen Gebieten wächst. Sie soll den Charakter der Bewohner symbolisieren, bescheiden und stark zu sein. | |
| 19  | Präfektur Yamanashi | Ahorn (Acer)                                                             | 槭 Kaede                                          | 1966               | Die Ahornblätter färben sich im Herbst durch Frost rot. | |
| 20  | Präfektur Nagano    | Japanische Weißbirke (Betula platyphylla var. japonica)                  | 白樺 Shirakaba                                    | 1966               | Birkenwälder sind am Shirakaba-See, auf der Shiga-Hochebene und auf der Tateshina-Hochebene zu sehen. | |
| 21  | Präfektur Gifu      | Japanische Eibe (Taxus cuspidata)                                        | 櫟 Ichii                                          | 1. Okt. 1966       | Die Region Hida ist landesweit bekannt für erstklassige Arbeiten aus dem Holz der Japanischen Eibe. | |
| 22  | Präfektur Shizuoka  | Süße Duftblüte (Osmanthus fragrans)                                      | 木犀 Mokusei                                      | 27. Dez. 1966      | Die Süße Duftblüte, die in wärmerem Klima gedeiht, ist in der Präfektur weit verbreitet. | |
| 23  | Präfektur Aichi     | Japanischer Rotahorn (Acer pycnanthum)                                   | 花の木 Hana-no-ki                                 | 1966               | Acer pycnanthum ist eine Ahornart, die im Herzen der Region Chūbu und in der Präfektur Aichi wächst. | |
| 24  | Präfektur Mie       | Jingū-Sicheltanne (Cryptomeria japonica)                                 | 神宮スギ Jingū-Sugi                               | 1966               | Seit der Antike wurden die Bäume in vielen Gedichten unter den Namen Chie no Sugi und Hokosugi besungen. Am Ise-jingū (siehe Bild) und am Takihara-Schrein wachsen riesige Sicheltannen mit einer Höhe von 40 Metern oder mehr.                                                                                         | |
| 25  | Präfektur Shiga     | Ahorn (Acer)                                                             | 紅葉 Momiji                                       | Okt. 1966          | Es gibt viele berühmte Orte mit Ahornbäumen in der Präfektur, einschließlich des buddhistischen Tempels Eigen-ji. | |
| 26  | Präfektur Kyōto     | Kitayama-Sicheltanne Cryptomeria japonica                                | 北山杉 Kitayama-Sugi                              | 16. Sep. 1966      | Die Kitayama-Sicheltanne wächst in der Region Nakagawa-chō, Kita-ku, Kyōto. Die Schönheit des Zedernwaldes und des polierten Holzes ist bekannt. Das Wachsen des Hains direkt zum Himmel ist ein Symbol für das "wachsende Kyōto".                                                                                      | |
| 27  | Präfektur Osaka     | Ginkgo (Ginkgo biloba)                                                   | 銀杏 Ichō                                         |                    | Die Reihe der Ginkgo-Bäume in Midōsuji (siehe Bild), die durch das Zentrum der Stadt Osaka verläuft, ist ein Symbol Osakas. | |
| 28  | Präfektur Hyōgo     | Kampferbaum (Cinnamomum camphora)                                        | 樟 Kusonoki                                       |                    | Einige besonders große und alte Kampferbäume wurden als Naturdenkmal der Präfektur ausgewiesen. | |
| 29  | Präfektur Nara      | Sicheltanne (Cryptomeria japonica)                                       | 杉 Sugi                                           | Sep. 1966          | Die Sicheltanne wird als Baum der „Unsterblichkeit und Langlebigkeit“ vergöttert. Das Yoshino-Zedernholz ist landesweit bekannt für seine hervorragende Ästhetik. | |
| 30  | Präfektur Wakayama  | Steinlinden-Eiche (Quercus phillyraeoides)                               | 姥目樫 Ubamegashi                                 |                    | Die Steinlinden-Eiche erreicht eine Höhe von 8 bis 9 Metern und kommt häufig in der Region Kinan vor. Sie wird als Holzkohlenmaterial verwendet. | |
| 31  | Präfektur Tottori   | Japanische Zwergeibe (Taxus cuspidata var. nana)                         | ダイセンキャラボク Daisenkyaraboku                | 1966               | Daisen-Kyaraboku ist ein Nadelbaum der in höheren Berglagen wächst. Der starke Baum, der Wind und Schnee standhält, repräsentiert die natürliche Schönheit dieser Präfektur. | |
| 32  | Präfektur Shimane   | Japanische Schwarzkiefer (Pinus thunbergii)                              | 黒松 Kuromatsu                                    | 1966               | Die Japanische Schwarzkiefer wächst von der Küste bis zum Satoyama-Gebiet. Unter anderem in Tsukijimatsu und der Izumo-Ebene zu sehen, ist sie ein repräsentativer Baum der Präfektur, der den Bürgern der Präfektur seit langem als Windschutzwald, Wirtschaftswald und Gartenbaum bekannt ist.                        | |
| 33  | Präfektur Okayama   | Japanische Rotkiefer (Pinus densiflora)                                  | 赤松 Akamatsu                                     | 1966               | Die Japanische Rotkiefer ist in der Präfektur Okayama weit verbreitet. Sie spielt eine unverzichtbare Rolle als kompositorische Schönheit berühmter Orte, historischer Stätten und landschaftlicher Orte in der Präfektur.                                                                                              | |
| 34  | Präfektur Hiroshima | Ahorn (Acer)                                                             | 紅葉 Momiji                                       | 12. Sep. 1966      | Ahornbäume sind in der gesamten Präfektur Hiroshima verbreitet, und da es viele berühmte Orte gibt, wie die besondere malerische Sandan-Schlucht (siehe Bild), die Teishaku-Schlucht und Miyajima, die als drei landschaftlich schönste Orte in Japan ausgezeichnet sind, wurde der Ahorn als Präfekturbaum ausgewählt. | |
| 35  | Präfektur Yamaguchi | Japanische Rotkiefer (Pinus densiflora)                                  | 赤松 Akamatsu                                     | 10. Sep. 1966      | Die Japanische Rotkiefer ist ein immergrüner Baum, der im Frühsommer kleine weiße Blüten hervorbringt. | |
| 36  | Präfektur Tokushima | Pappelpflaume (Myrica rubra)                                             | 山桃 Yamamomo                                     | 1966               | Zusammen mit Sudachi ist die Frucht der Pappelpflaume ein spezielles Produkt der Präfektur Tokushima. Sie wird im Frühsommer rot. | |
| 37  | Präfektur Kagawa    | Olivenbaum (Olea europaea)                                               | オリーブ Oriibu                                   | 20. Sep. 1966      | Der Olivenbaum ist ein immergrüner Baum, der im Frühsommer kleine weiße Blüten hervorbringt. | |
| 38  | Präfektur Ehime     | Kiefer (Pinus)                                                           | 松 Matsu                                          | 9. Sep. 1966       | Die Kiefer bezieht sich auf die Japanische Rotkiefer, Schwarzkiefer und "Goyo no Matsu". Die Kiefern im Seto-Inlandsee bilden eine Landschaft aus weißem Sand und grünen Kiefern und sind bei den Bürgern der Präfektur sehr beliebt.                                                                                   | |
| 39  | Präfektur Kōchi     | Sicheltanne (Cryptomeria japonica)                                       | ヤナセ杉 Yanase-Sugi                              | 12. Sep. 1966      | Myrica rubra wächst um Yanase, Umaji-mura, Aki-gun, und erreicht eine Höhe von 50 Metern. | |
| 40  | Präfektur Fukuoka   | Rhododendren (Rhododendron sect. Tsutsusi)                               | 躑躅 Tsutsuji                                     | 5. Sep. 1966       | Azaleen, insbesondere die Art Kurume Tsutsuji mit kleinen Blüten in zinnoberrot und rosa, schmücken viele Blumenbeete in der Präfektur. | |
| 41  | Präfektur Saga      | Kampferbaum (Cinnamomum camphora)                                        | 樟 Kusu                                           | 1966               | Einige Kampferbäume scheinen seit der Antike existiert zu haben. In der Präfektur Saga hat "Kawago" (Wakagi, Takeo) den größten Baum mit einem Wurzelumfang von 33 m und einem geschätzten Alter von über 3000 Jahren (siehe Bild).                                                                                     | |
| 42  | Präfektur Nagasaki  | Hinoki-Scheinzypresse (Chamaecyparis obtusa) Kamelie (Camellia japonica) | 檜 Hinoki 椿 Tsubaki                              | 1966               | Die Hinoki-Scheinzypresse ist der am meisten gepflanzte Baum in der Präfektur. Besonders in Unsen kann man wunderschöne Hinoki-Wälder sehen. Die Kamelie wurde als zweiter Präfekturbaum ausgewiesen. | |
| 43  | Präfektur Kumamoto  | Kampferbaum (Cinnamomum camphora)                                        | 樟 Kusunoki                                       | Okt. 1966          | Im Frühsommer sind die jungen Blätter des Kampferbaums voller Vitalität. Riesige Kampferbäume sind in Schreinen und Tempeln in der gesamten Präfektur, einschließlich der Burg Kumamoto, zu sehen und den Bürgern der Präfektur seit langem bekannt.                                                                    | |
| 44  | Präfektur Ōita      | Bungo-Ume                                                                | 豊後梅 Bungo-Ume                                  |                    | Die Blüten der Bungo-Ume sind groß und rosa. Die Früchte sind groß mit einem Durchmesser von 4–5 cm. Sie ist für Hanami beliebt und eine Spezialität der Präfektur. Bungo ist ein alter Name von Ōita. | Bild gesucht Die Wikipedia wünscht sich an dieser Stelle ein Bild. Weitere Infos zum Motiv findest du vielleicht auf der Diskussionsseite . Falls du dabei helfen möchtest, erklärt die Anleitung , wie das geht. |
| 45  | Präfektur Miyazaki  | Kanarische Dattelpalme (Phoenix canariensis)                             | フェニックス Fenikkusu                            |                    | Dattelpalmen sollen wegen ihrer langen Lebensdauer mit dem Taxon Phoenix benannt worden sein. Kanarische Dattelpalmen werden vielfach an der Küste von Nichinan gepflanzt und symbolisieren diese südliche Präfektur.                                                                                                   | |
| 46  | Präfektur Kagoshima | Kampferbaum (Cinnamomum camphora)                                        | 樟 Kusonoki                                       | 1970               | Der Kampferbaum ist ein Baum, der historisch eng mit Kagoshima verbunden und dort weit verbreitet ist. Besonders berühmt sind die großen Bäume in Kamō-chō und Shibushi-chō, die angeblich etwa 1500 Jahre alt sind. (Bild: Über 1200 Jahre alter Tsukazaki no Kusu)                                                    | |
| 47  | Präfektur Okinawa   | Okinawa Kiefer (Pinus luchuensis)                                        | 琉球松 Ryūkyū-Matsu リュウキュウマツ Ryūkyū-Matsu |                    | Bekannt für ihren schönen Zweig. Zur Zeit des Königreich Ryūkyū wurden zahlreiche dieser Kiefern gepflanzt. Berühmt sind die Bäume des Dorfes Nakijinson auf Okinawa Hontō und auch auf den Inseln Kume-jima und Iheya-jima.                                                                                            | |